# 역률
전기에는 직류와 교류가 존재하는데, 역률(영어: power factor)은 교류와 관계된다. 왜냐하면, 직류에서는 전압과 전류의 곱으로 전력이 되는데, 그 공식은 아래와 같이 나타낼 수 있다.
{\displaystyle P=VI}
P = 전력, V = 전압, I = 전류
직류에서는 위상이라는 개념이 없다.
하지만, 교류에서는 위상이 존재하며, 교류회로에서 역률은 유효 전력 (Effective Power [단위 : W])과 피상 전력 (Apparent Power [단위 : VA])의 비를 말하는데, 이를 간단히 풀어서 해석하면, “전기설비에 걸리는 전압과 전류가 얼마나 효율적으로 일을 잘 하고 있는가?”로 나타내는 지표로도 활용된다. 역률은 유효전력을 피상전력(외관상의 전력)으로 나눈값이며, 교류 회로에서 전류와 전압의 위상차를 코사인 값(cosθ)으로 나타낸다.
직류에서는 전압과 전류만 곱하면 그것이 전력이었으나, 교류는 전압과 전류의 실효값을 곱한 피상전력이라는 것에 역률을 곱하여야 비로소 전력이 된다.
왜냐하면 직류처럼 일정한 흐름이 아닌, 정현파의 형태를 그리며 계속 지속적으로 변하기 때문이다.
즉, 직류처럼 일정한 값이 아닌, 계속 지속적으로 변하는 값이기 때문에 위상이 반드시 일치하지는 않는 것이다.
여기서 피상전력은 전압(V)과 전류(I)의 곱 (VI) 이므로, 피상전력의 공식은 아래와 같이 나타낼 수 있다.
{\displaystyle S=VI={\sqrt {EP^{2}+RP^{2}}}}
여기서 EP는 유효전력 (Effective Power) / RP는 무효 전력 (Reactive Power)을 말한다.
유효전력은 다음과 같이 나타낼 수 있다.
{\displaystyle EP=P=VIcos\theta =Scos\theta ={\frac {Q}{sin\theta }}cos\theta ={\sqrt {S^{2}-Q^{2}}}} (단, {\displaystyle \theta }위상각)
무효전력은 다음과 같이 나타낼 수 있다.
{\displaystyle RP=Q=VIsin\theta =Ssin\theta ={\frac {P}{cos\theta }}sin\theta =Ptan\theta ={\sqrt {S^{2}-P^{2}}}} (단, {\displaystyle \theta }위상각)
역률을 구하려면 유효전력을 피상전력으로 나누어야 하며, 그 수식은 아래와 같이 나타낼 수 있다.
역률은
{\displaystyle cos\theta ={\frac {P}{S}}=\left({\frac {VIcos\theta }{VI}}\right)}
위와 같이 나타낼 수 있으며, 보통 역률은 최대 1로 표기된다.
표시방식은 보통 "EX1) 0.90 ~ 0.95" / "EX2) 0.76 => 76%" 이렇게 표시된다.
역률이 1 즉, 100% 라는 얘기는 무효전력 아예 존재하지 않다는 것임을 의미하며, 이때 유효전력은 피상전력과 같아지게 된다.
우리가 한전에서 전기요금 명세서를 받아보면, 거기에는 주거용(가정용)역률 90%[0.9]로 감안하여 전기요금에 반영이 되어있는데, 이는 가정집에서는 세탁기, 냉장고 등 전동기(코일 성분)로 동작을 시키기 때문에 주거용(가정용)역률은 100%가 될 수 없다.
시퀀스 회로도로 보면 알 수 있겠지만, 전동기로 기동이 되는 것은 거의 코일이 포함되어 있기 때문에 역률이 100%로 맞춰지지 못한다.
전압과 전류의 위상차이는 전력을 효율적으로 사용하지 못하는 무효전력을 발생시키고 이는 역률에 관계된다.
실제 수용가 측면에서는 초기 투자비의 과다와 실제 부하사용량에 따라 역률제어 실행 시 필요한 역률조정소자의 용량이 달라지기 때문에 건축전기설비설계 시 역률개선을 위한 역률제어반을 설치하지 않고 부하운용을 먼저 한 후, 역률제어반을 설치하게 되는데 이는 나중에 설치하게 되면 제한된 전기실의 공간으로 인하여 설치하기가 어려워지는 상황이 자주 발생됨.
저항(R)만 존재할 때, 회로의 역률은 전압과 전류의 위상이 없기 때문에 역률은 1로 나타낼 수 있다.
코일(L)만 존재할 때, 전압과 전류의 관계식은
{\displaystyle V=j\omega L{\dot {I}}}
으로 나타낼 수 있으며, 이는 전압을 기준으로 할 때 전류는 90도가 늦어져 위상이 90도 차이가 나게 되어, 역률은 0이 된다.
이러한 과정에 의하여 역률은 0이 되어, 전류는 전압보다 위상이 90도 늦지게 됨.
정전용량(C)만 존재할 때, 전압과 전류의 관계식은
{\displaystyle {\dot {V}}={\frac {\dot {I}}{j\omega C}}=-j{\frac {\dot {I}}{\omega C}}}
으로 나타낼 수 있으며, 이는 전압을 기준으로 할 때 전류는 90도가 빨라져 위상이 90도 차이가 나게 되어, 코일만의 회로와 마찬가지로 역률은 0이 된다.

## 역률의 종류와 그에 관한 현상들

### 지상역률
유도성 리액턴스에서 전류는 전압보다 위상이 뒤지는데, 이는 전류의 위상각이 전압의 위상각보다 작다는 것을 뜻하며, 이때의 역률을 지상역률 (Lagging Power Factor)이라 한다.

### 진상역률
용량성 리액턴스에서 전류는 전압보다 위상이 앞서는데, 이는 전류의 위상각이 전압의 위상각보다 크다는 것을 뜻하고, 이때의 역률을 진상역률 (Leading)이라 한다.
진상역률도 지상역률과 마찬가지로 전기설비가 커지는 등의 손실이 증가하게 되며, 전압상승과 고조파가 왜곡이 심해지는 문제가 더해지게 된다.
야간 경부하 및 무부하시에는 반드시 콘덴서를 선로로부터 개방시켜야 한다.

### 과진상 현상 (페란티 효과)
보통 역률은 지상역률이기 때문에 높은 부하가 걸려 있을 때는 전류가 전압 위상이 밀려있는 것이 보통이지만, 부하가 작아지게 되면, 선로의 역률조정소자의 용량 과다로 인하여 전압보다 전류의 영향이 커져서 선로의 흐르는 전류가 전압보다 앞서게 되는 진상역률의 형태로 만들게 되는데, 이렇게 전류가 전압보다 앞선 역률에 의하여 수전단 전압이 송전단 전압보다 높아지는 현상을 페란티 현상이라 한다.

#### 과진상 현상으로 인하여 전력계통에 발생하는 사항들

##### 선로 전력손실의 증가
선로의 전력손실은 위의 식의 형태로 나타나므로 불필요한 역률조정소자를 설치하여 전류가 더 앞서게 되는 상황을 만들게 되면, 뒤진 역률과 같은 모든 전류가 증가하여 전력손실을 증대시키게 된다.

##### 변압기의 전력손실 증대
선로의 전력손실과 마찬가지로 모든 전류가 증가하는 영향으로 변압기의 전력손실(동손)이 증가하여 심한 발열을 일으키게 된다.

##### 계통전압의 상승
경부하시에 역률을 개선하기 위하여 역률조정소자 혹은 케이블등에 의한 진상 무효전류가 선로의 리액턴스에 작용을 하여 전력계통의 전압을 상승시키는 문제를 불러일으키게 된다.
이러한 전압 상승은 변압기의 히스테리시스 손실 및 와류손을 증가시키며 동시에 역률조정소자의 소손을 유발시키고 기타 전기기기에 전기적인 고장의 원인 (스트레스)을 제공하게 된다.

## 개선효과

### 전력회사 측면
- 전력손실 경감 (무효전력 공급감소)
- 전력계통 안정 (전력품질 향상)
- 블랙아웃 예방 (전력계통 부하 예비율 추가 확보)
- 설비용량의 효율적 운용
- 투자비 경감
- 전력 수용가의 부하역률을 개선하면 그만큼 전력회사는 설비 합리화가 이루어지기 때문에 수용가의 역률개선을 촉진한다는 목적으로 역률에 따른 요금의 추가(역률할증제도) 또는 감액제도를 시행하고 있음을 알 수 있다. (한국전력 전기공급약관 제43조)
- 역률을 개선하여 요금의 추가 부담을 해소하고 감액의 혜택또한 누릴 수 있다.
- 역률개선으로 무효전력이 감소하므로 변압기 및 배전선의 전력손실이 경감되어 전기요금 경감 효과를 불러오게 된다.
- 변압기 동손실 감소 및 선로전류 감소에 의한 피크치(Peak) 전력량 감소로 추가적인 전기요금 발생을 억제할 수 있게 된다.
- 역률이 개선됨으로써 부하전류가 감소하게 되어 같은 설비로도 설비용량에 여유가 생기게 되어 설비용량을 더 늘리지 않고도 부하의 증설이 가능하다.
- 전력품질 향상에 따라 생산성 및 전기설비의 수명이 연장된다.
- 선로전류가 줄어들게 되므로 선로에서의 전압강하가 경감된다.

## 역률개선방법과 그에 대한 장단점

### 역률조정소자만 (진상 콘덴서) 이용한 방법
건물측의 전력부하 패턴에 관계없이 전원계통에 일정량의 역률조정소자가 계속 접속된 상태가 되어 전력회사의 배전망에 큰 영향을 미치게 된다.

### 수동에 의한 방법
관리자가 수동으로 개별 역률조정소자의 가동과 중지를 제어할 수 있으나, 관리자의 지속적인 관리가 필요하기 때문에 역률관리 지속성에 대한 확신이 어려우므로 최근에 들어서는 거의 사용되지 않고 있다.

### 타이머에 의한 방법
건물의 전력부하 패턴을 토대로 전력 부하가 큰 시간에만 역률조정소자를 투입하고 부하가 적어지는 시간대에는 역률조정소자를 분리하는 형태의 제어를 실행하는 방법의 일종으로, 실제 역률을 계측하여 제어를 하는 것은 아니기 때문에 전력부하에서 예상치 못한 상황이 발생하게 되면 역률의 개선 효과가 없어지게 된다.
타이머 자체가 프로그램에 의한 자동제어법이기도 하기 때문에 프로그램에서 예상치 못한 상황이 발생되면 프로그램에서도 예상치 못한 상황에 대하여 대비할 방법이 없기 때문에 그에 대한 영향으로 역률 개선 효과가 없어지게 된다.

### 자동역률 조정에 의한 방법
역률개선을 목적으로 역률조정소자를 전원계통에 투입하거나 분리하는 것을 말한다.
자동역률 조정에 관한 제어를 실행하는 장치가 자동역률 제어장치 (Automatic Power Controller)이며, 기능적으로 역률제어소자와 조합하여 사용된다.

## 일반적 역률제어 방법과 자동에 의한 다중역률제어 방법의 차이점

### 일반적 역률제어 방법
역률제어반으로 쓰일 배전반은 n면 이상이 필요하다.
역률제어기도 배전반 개수에 따라 똑같이 n개 이상이 필요하다.
설치공간과 설치비용은 일반적이라고 가정할 때 100%의 비용이 소모된다.

### 자동에 의한 다중역률제어 방법
일반적 역률제어 방법에 비하여 자동에 의한 다중역률제어는 역률제어반으로 쓰일 배전반이 1면만 있으면 가능하기 때문에 협소한 전기실에서 공간을 효율적으로 사용할 수 있게 된다.
보통 일반역률제어에서는 제어반 개수에 따라 역률제어기의 개수 또한 추가되었어야 했으나, 다중역률제어에 사용될 역률제어기는 1대로 다수 배전반의 역률을 제어할 수 있게 된다.
일반역률제어의 경우, 역률조정소자의 용량()은 각 배전반 별로 투입이 되기 때문에, 예를 들어 용량이 250[kVar] 정도 필요하다고 가정할 때, 4개 이상의 배전반일 때, 역률조정소자의 용량은 1,012[kVar]의 용량이 필요하지만,
자동 다중역률제어의 경우는 역률조정소자의 용량이 일반역률제어에 비하여 절반정도만 필요하기 때문에 불필요한 역률조정소자의 투입을 막을 수 있으며 주어진 역률조정소자를 좀 더 효율적으로 이용할 수 있다는 차이점이 있다.

## 자동역률제어의 용도와 적용 분야 및 그에 대한 예시
전력계통 내부의 무효전력 발생은 변압기와 배전선로의 손실을 증가시켜서 공급전압의 플리커 및 고조파를 불러일으켜 전력품질을 저하시키며, 최종적으로는 전력사고 및 생산제품의 품질을 저하시키게 된다.
이러한 단점을 보완하는 용도로 사용될 수 있다.
1. 전력계통에 직류 전동기 및 인버터 등이 접속되어 가동되는 부하.
2. 크레인 및 기중기가 접속된 변압기.
3. 대용량의 정류기가 가동되는 부하.
4. 변압기의 여유율이 부족한 전력계통에 사용 가능.
5. 콤프레셔, 압출기, 압연기, 엘리베이터 등 대형가변의 부하 측에 사용.
6. 고조파에 의해서 왜곡이 심한 부하에 사용.
7. 전압강하 및 전원변동이 많은 부하가 접속된 변압기의 2차측에 사용 가능.
8. 다중역률제어 솔루션을 전력 수요관리시장 분야로 진출할 수 있음.
9. 에너지절약시설투자(조세특례제한법 시행규칙)에 의하여 세액공제 대상설비로 자동역률제어 솔루션이 적용될 수 있다.

EX) 경기도 시흥에 위치한 열처리업체 D사는 연간 평균 지상역률이 지상역률 요금 부과 기준에 해당하는 90% 보다 낮은 86% 수준으로 연간 수백만원을 지상역률 과징금을 납부하고 있었다.
기업의 지상역률이 90 ~ 95% 수준일 경우, 부과 기준 상회 1%당, 전기 기본요금의 0.2%씩 할인된다. 이러한 역률관리를 통해 95% 지상역률을 가정할 경우, 연간 1000만원에 이르는 비용을 절감할 수 있을 것으로 예상되어 자동역률제어장치 설치에 관한 검토를 진행중에 있다.
EX) 경남 함안에 위치한 열처리업체 S사는 진상역률 요금 부과 기준인 90 ~ 95% 보다 현저히 못 미치는 61%의 수준으로 연간 수백만원 이상의 진상역률에 대한 과징금을 납부하고 있었다.
S사의 낮은 진상역률 관리 수준과 향후 공장을 증설해야하기 때문에 설비가 증가하게 될 것임을 감안하여 자동역률조정장치 도입을 제안했으며 이에 따라 그간 불필요하게 지출하고 있었던 전기요금을 절감할 수 있게 되었다.

## 상용화된 자동역률 제어방식에 관한 사례들

### 자동역률제어장치
콘덴서 용량을 자동 또는 수동으로 입력하게 하여 별도의 역률조정소자의 용량 비율을 입력할 필요가 없으므로, 다양한 콘덴서 용량을 자유롭게 연결이 가능하며, 각 상 결선방식 및 CT/PT 비율을 입력하여 실제 계통의 전압, 전류, 유ㆍ무효전력, 고조파등을 계측하여 고조파가 함유된 계통에서도 정확한 제어가 가능하도록 한다.
[자세한 홈페이지 참조 : http://kpat.kipris.or.kr/kpat/biblioa.do?method=biblioFrame / 출원번호 : 10-2005-0083374]

### 자동역률제어장치와 연계한 콘덴서 고장검출시스템 및 그 방법
별도의 역률조정소자의 고장검출장치를 두게 되면, 자동역률제어장치와 동기화가 가능하기 때문에, 간단히 콘덴서 고장을 검출할 수 있다.
[자세한 홈페이지 참조 : http://kpat.kipris.or.kr/kpat/biblioa.do?method=biblioFrame / 출원번호 : 10-2011-0044479]

### 자동역률제어기 일체형 저압반 및 그 제어방법
자동역률제어기와 일체형으로 설치하여 일체형 저압반을 제공하는 목적이 있다.
링 카운터의 방식에 따라 순차적으로 변경되도록 하여 장시간 접촉에 따라 전자접촉기(MC)의 접점마모현상을 크게 줄여서 수명을 연장시키도록 한다.
※ 링 카운터 : 논리회로 에서는 데이터가 회전하는 형태의 시프트 레지스터를 말하며, 본 자동역률제어법에서는 순차적으로 변경되는 방식을 시프트 레지스터의 형태로 사용하였다. (순환 방식)
[자세한 홈페이지 참조 : http://kpat.kipris.or.kr/kpat/biblioa.do?method=biblioFrame / 출원번호 : 10-2007-0107485]
링 카운터
- 논리회로에서의 링 카운터 회로도-시프트 레지스터의 일환으로 그 출력파형은 계속 순환된다.
- 링 카운터의 출력파형으로, 1 클록이 인가될 때마다 1비트씩 옮겨가며 순환을 지속한다.

### 자동역률제어장치
무효전력 컨트롤러를 그대로 이용하면서, 개폐에 따른 서지전압의 발생을 최소화하여 스위칭 시간을 줄알 수 있다.
마그네트 고유 소음을 줄일 수 있는 장점이 있다.
SCR 소자의 불량 체크여부에 따라 신뢰성 있는 제어동작이 가능하다.
콘덴서 뱅크 투입 및 SCR 동작 유무를 외부나 원격지로 실시간 감시가 가능하다.
※ 온도 감지 부분은 SCR의 온도를 감지하여 감지된 온도값을 마이크로프로세서에 전달한다.
※ SCR 개폐에 의해 이루어지는 콘덴서 뱅크에서 투입이 이루어진다.
[자세한 홈페이지 참조 : http://kpat.kipris.or.kr/kpat/biblioa.do?method=biblioFrame / 출원번호 : 10-2005-0000672]

### 배전반의 자동 역률계측 및 제어 시스템
현재의 역률을 정확히 계측 및 연산하여 목표 역률을 유지시킬 수 있도록 한다.
역률개선 효과로 고조파가 감소됨으로 인하여 주요 기기들의 열 발생, 절연파괴 등으로 인한 기기의 수명 단축을 방지할 수 있다.
전원과 관련된 각종 데이터가 필요에 따라 외부로 전송된다.
[자세한 홈페이지 참조 : http://kpat.kipris.or.kr/kpat/biblioa.do?method=biblioFrame / 출원번호 : 10-2004-0043761]

### 다중 역률제어 기반 수배전반
하나의 부하로 인하여 복수의 부하에 대하여 일괄적으로 역률제어가 가능하다.
최적의 역률조정소자만으로 일괄적인 역률제어를 가능하게 하여 비용절감 및 역률제어에 필요한 부하 수 만큼 필요한 다수의 역률제어반을 필요로 하지 않고 1개의 패널로 구성하여 공간 이용 효율을 높였다.
역률조정소자의 이용 기록을 파악[산업용 컴퓨터 안에 내재된 다중역률제어 프로그램] 하여 수명이 다한 콘덴서를 개별로 교체할 수 있어서 수ㆍ변전설비의 제어 효율 저하를 미리 방지할 수 있다.
역률을 보상하지 못하는 경우, 관리자에게 역률조정소자의 사용 기록을 실시간으로 열람하게 하여 고장난 역률조정소자가 있는지 파악할 수 있도록 하였으며 역률조정소자를 추가해야 하는 경우, 필요한 역률조정소자의 최소 용량을 파악하여 추가할 수 있도록 하여 비용 소모를 최소로 할 수 있는 이점이 있다.
[자세한 홈페이지 참조 : http://kpat.kipris.or.kr/kpat/biblioa.do?method=biblioFrame / 출원번호 : 10-2015-0071850]

## 참고 문헌
- 한국에너지공단, “ESCO 사업 안내서”, (2017)
- 송수준ㆍ윤명섭, "다중역률제어기", 키프리스 특허ㆍ실용실안 정보, (2016).
- 송수준ㆍ윤명섭, "다중 역률제어 기반 수배전반", 키프리스 특허ㆍ실용실안 정보, (2016).
- 산업통상자원부, “2017년도 에너지이용합리화사업을 위한 자금지원 지침”, (2016).
- 삼화엔지니어링, “궁금한 콘덴서”, (2013).
- 박양석, "자동역률제어장치와 연계한 콘덴서 고장검출시스템 및 그 방법", 키프리스 특허ㆍ실용실안 정보, (2012).
- 강대철, “원격감시시스템을 이용한 전기설비 안전관리 선진화 방안 연구”, 광운대학교 석사학위논문, (2009).
- 김창수, "자동역률제어기 일체형 저압반 및 그 제어방법", 키프리스 특허ㆍ실용실안 정보, (2009).
- 신상택, "자동역률제어장치", 키프리스 특허ㆍ실용실안 정보, (2006).
- 김병상, "자동역률제어장치", 키프리스 특허ㆍ실용실안 정보, (2005).
- 주한조, “역률 제어를 이용한 배전반 개선에 관한 연구”, 국민대학교 석사학위논문, (2002).
- 정용기 외, “수ㆍ변전설비의 계획과 설계” 의제, (1998).
- SN Co., Ltd. Product of Power Factor Controller "comEL", "communicating with ELECTRICITY", "http://en.s-n.co.kr/product/comel/"
- SAMHWA ENG. Product of Power Factor Control "Capacitor Bank", "https://web.archive.org/web/20160124165115/http://d.ibx.co.kr/sw/koca.pdf#page=53" [PDF]